# Madison (cyklistika)

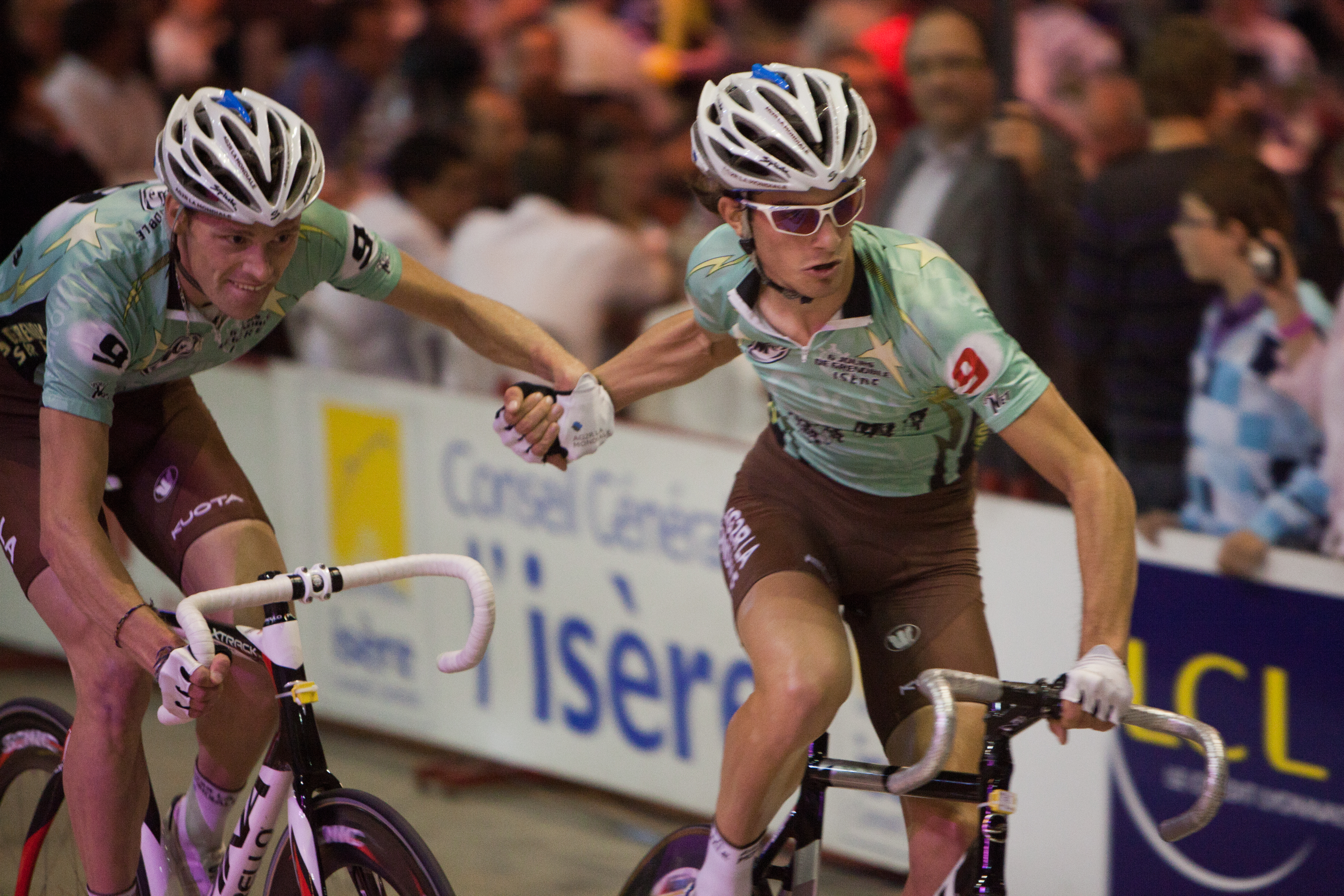
Střídání závodníků při madisonu - závodník vysílá svého kolegu vpřed ("ruční prak")

Madison je disciplína dráhové cyklistiky, ve které soutěží dvou- či tříčlenné týmy. V letech 2000–2008 byla součástí letních olympijských her a v roce 2020 se opět vrátila do programu LOH včetně nově zařazené ženské varianty, soutěží dvoučlenné týmy.

## Historie
Jedná se o poměrně starou cyklistickou disciplínu původem z USA, kde se také těší největší oblibě. Počátky disciplíny spadají na konec 19. století, kdy byly v oblibě šestidenní cyklistické závody, jejichž součástí byla i vytrvalostní jízda na 24 hodin. Vzhledem k obavám o zdraví závodníků však bylo rozhodnuto, že nikdo nesmí závodit více než 12 hodin denně. Promotéři tedy přišli s variantou, kdy místo jednotlivých závodníků soutěžily dvoučlenné týmy, jejichž členové se během závodu střídali. Takto mohl být požadováný 12hodinový limit dodržen.
Zmíněné cyklistické závody se pořádaly mimo jiné v New Yorku, ve zdejší Madison Square Garden (druhé v pořadí, stojící mezi roky 1890-1925). Odtud jméno závodu.
Dnešní madison je mnohem kratší. Například olympijský madison v roce 2008 se jel na 200 kol závodní dráhy, což představovalo 50 km.

## Pravidla
- týmy se skládají ze dvou či tří jezdců se stejným dresem a číslem (na olympiádě či mistrovství světa soutěží dvoučlenné týmy)
- v každém okamžiku závodu musí být jeden člen týmu na trati
- závodníci jednoho týmu se mohou kdykoli během závodu libovolně střídat
- střídání probíhá pod linií, po které jezdí zůstávající závodníci, co nejblíže vnitřnímu okraji závodní dráhy
- střídaný jezdec musí opustit linii, po které jezdí zůstávající závodníci, jakmile je to možné a bezpečné
- střídání probíhá tak, že střídaný jezdec dojede na úroveň střídajícího a vyšle jej do závodu dotykem ruky
- dotyk při střídání může být i zatlačení rukou či "ruční prak" (viz obrázek)
- vítězem závodu se stane tým, který najede nejvíce kol na své soupeře
- pokud dva nebo více týmů mají najeto stejný počet kol, rozhoduje větší počet bodů získaný v bodovaných sprintech
- v případě rovnosti kol i bodů rozhoduje pořadí v závěrečném sprintu
- závod končí, když vedoucí tým dokončí závod
- jezdci předjetí o jedno nebo více kol nemusí v závěru závodu dojíždět ztracená kola, v celkovém pořadí jsou umístěni podle počtu chybějících kol
- v určených časech během závodu se konají bodované sprinty, závodníci prvních čtyř týmů získávají 5, 3, 2 a 1 bod
- kolo, ve kterém bude bodovaný sprint, je ohlášeno zapískáním na píšťalku
- poslední kolo je ohlášeno zazvoněním zvonce
- týmy, které někoho předjedou o kolo, či naopak jsou o kolo samy předjety a opět se zařadí do hlavního pole, se dále účastní bojů o body ve sprintech (na bodování sprintů tedy počet kol odjetých jednotlivými týmy nemá vliv)
- pokud jeden člen týmu utrpí defekt nebo má nehodu, bude mu umožněno vrátit se do závodu; jeho partner se musí zapojit do závodu nejpozději během dvou kol ve chvíli, kdy hlavní pole projíždí místem defektu či nehody; vrchní rozhodčí "spáruje" jezdce v závodě s jezdcem jiného týmu na pokud možno stejné relativní pozici v závodě; jezdec potom "střídá" ve stejném okamžiku, jako tento určený jezdec, dokud jeho partner není schopen pokračovat v závodě
- tým odstupující ze závodu je povinen o svém rozhodnutí ihned informovat vrchního rozhodčího
- týmy mohou být v případě provinění proti soutěžnímu řádu postiženy ztrátou bodů, kol či diskvalifikací
- vrchní rozhodčí může zastavit závod, pokud to uzná za nutné, například v případě vzájemné kolize většího počtu jezdců či v případě kdy se dráha z nějakého důvodu stane nebezpečná či neprůjezdná
- vrchní rozhodčí může ukončit závod před odjetím plného počtu kol, je-li to z nějakého důvodu nezbytné
- vrchní rozhodčí může odvolat ze závodu týmy, které ztrácí příliš velké množství kol či které, podle jeho názoru, mohou představovat nebezpečí pro ostatní jezdce